# Naturminne

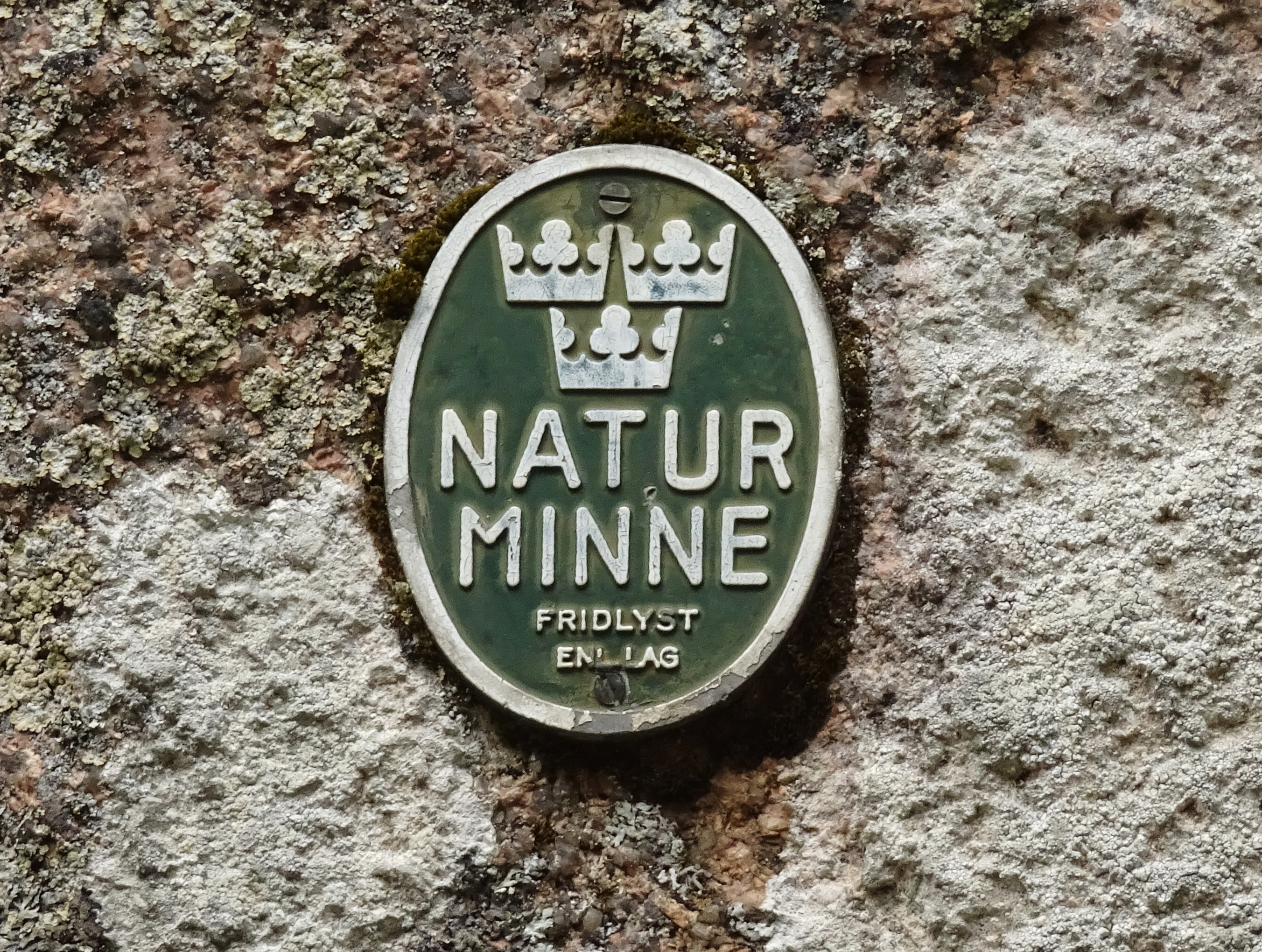
Äldre svenskt naturminnesmärke på Runkestenen i Vimmerby kommun.

Naturminnen är fridlysta små områden med skyddsvärda naturföreteelser eller enskilda naturobjekt, såsom enstaka träd eller trädgrupper, flyttblock eller jättegrytor.

## Sverige
I Sverige finns omkring 1 500 naturminnen, som är en av sju former för att skydda natur enligt naturvårdslagen. En länsstyrelse kan med stöd av 13  § besluta om fridlysning. Skyddsformen infördes år 1909. De flesta av dagens naturminnen skapades under första halvan av 1900-talet. Naturminnen får inte skadas, men precis som för naturreservat varierar reglerna beträffande enskilda naturminnen.
På Lantmäteriets kartor är upplysningssymbolen för naturminne av biologiskt slag ett stiliserat "B" och ett likadant stiliserat "G" för naturminne av geologiskt slag. Båda symbolerna påminner om runmärket "R". Under första halvan av 1900-talet markerades ett naturminne genom en rund gjutjärnsskylt med tre kronor och texten "Naturminnesmärke fridlyst enligt lag". Det finns även en oval skylt i aluminium med samma text. Idag används en rektangulär blå-vit plastbricka med texten "Naturminne" och symbolen för naturreservat (vita stjärnan). Stora ekar är de vanligaste biologiska naturminnena i Sverige. Ett exempel för ett geologiskt naturminne är Biskopsstenen, ett flyttblock vid Tomtberga kyrkogård i Huddinge kommun.

## Exempel från Sverige

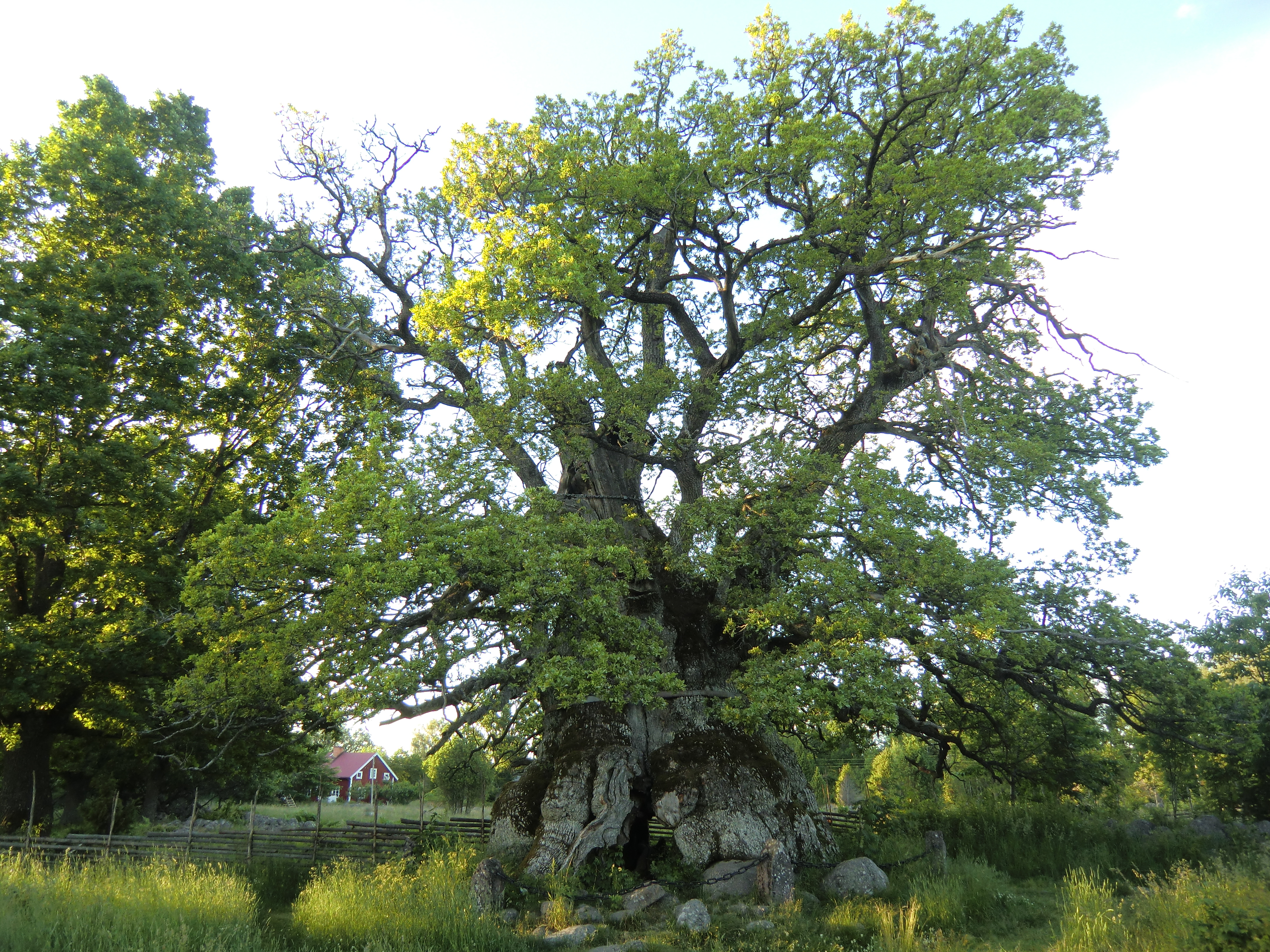
Rumskullaeken
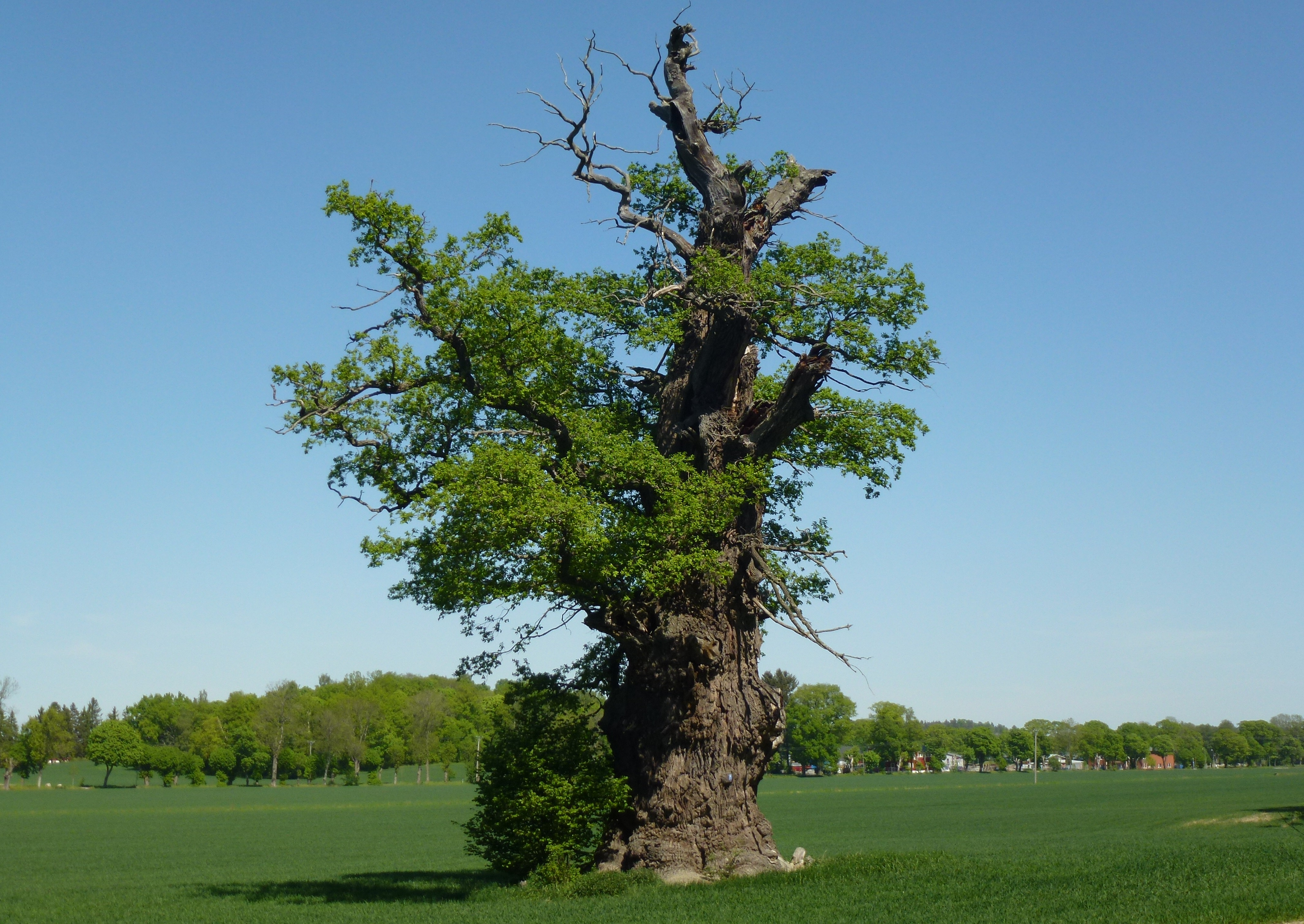
Ekebyhovseken
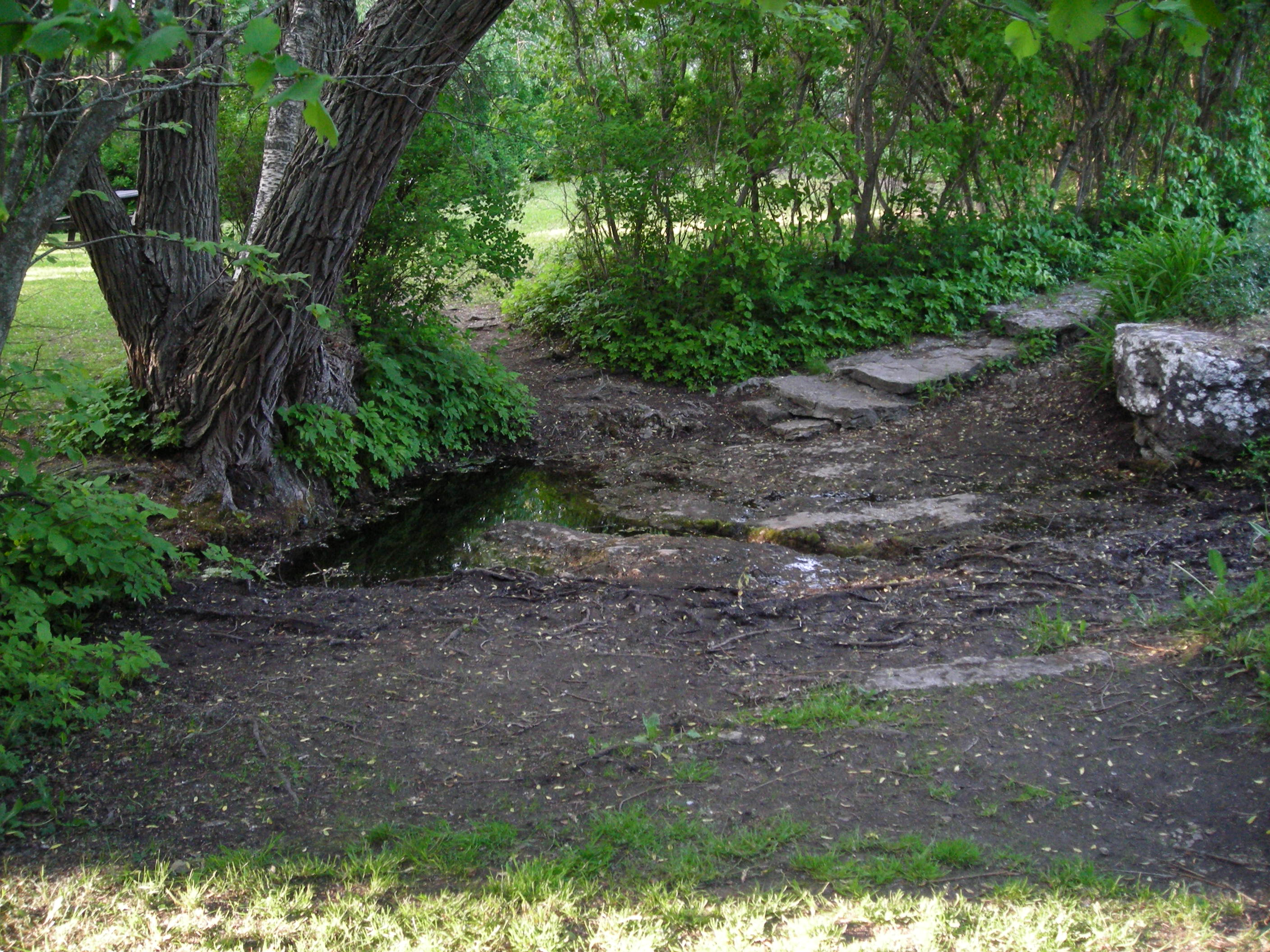
Hångers källa
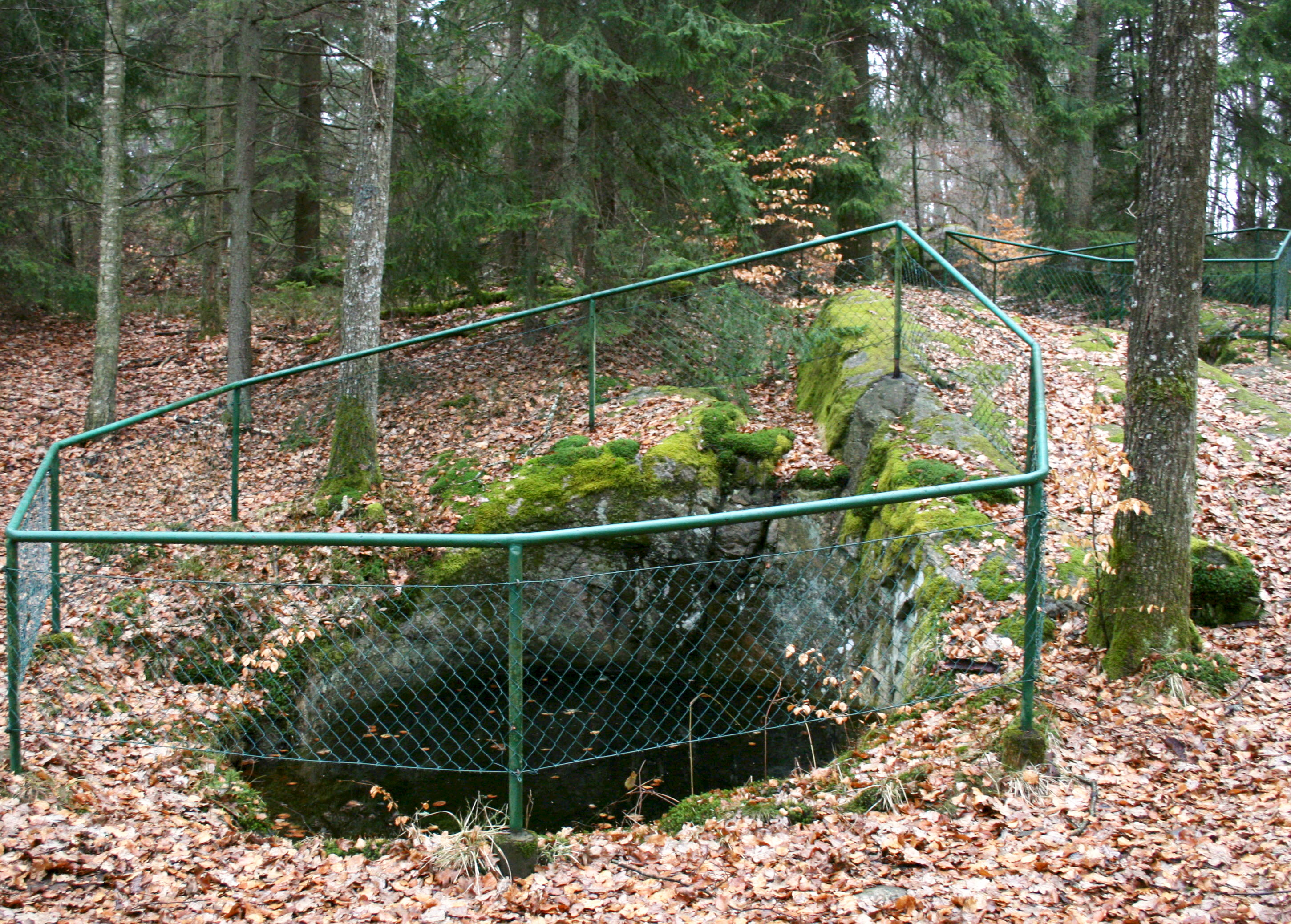
Jättegrytor i Tararp
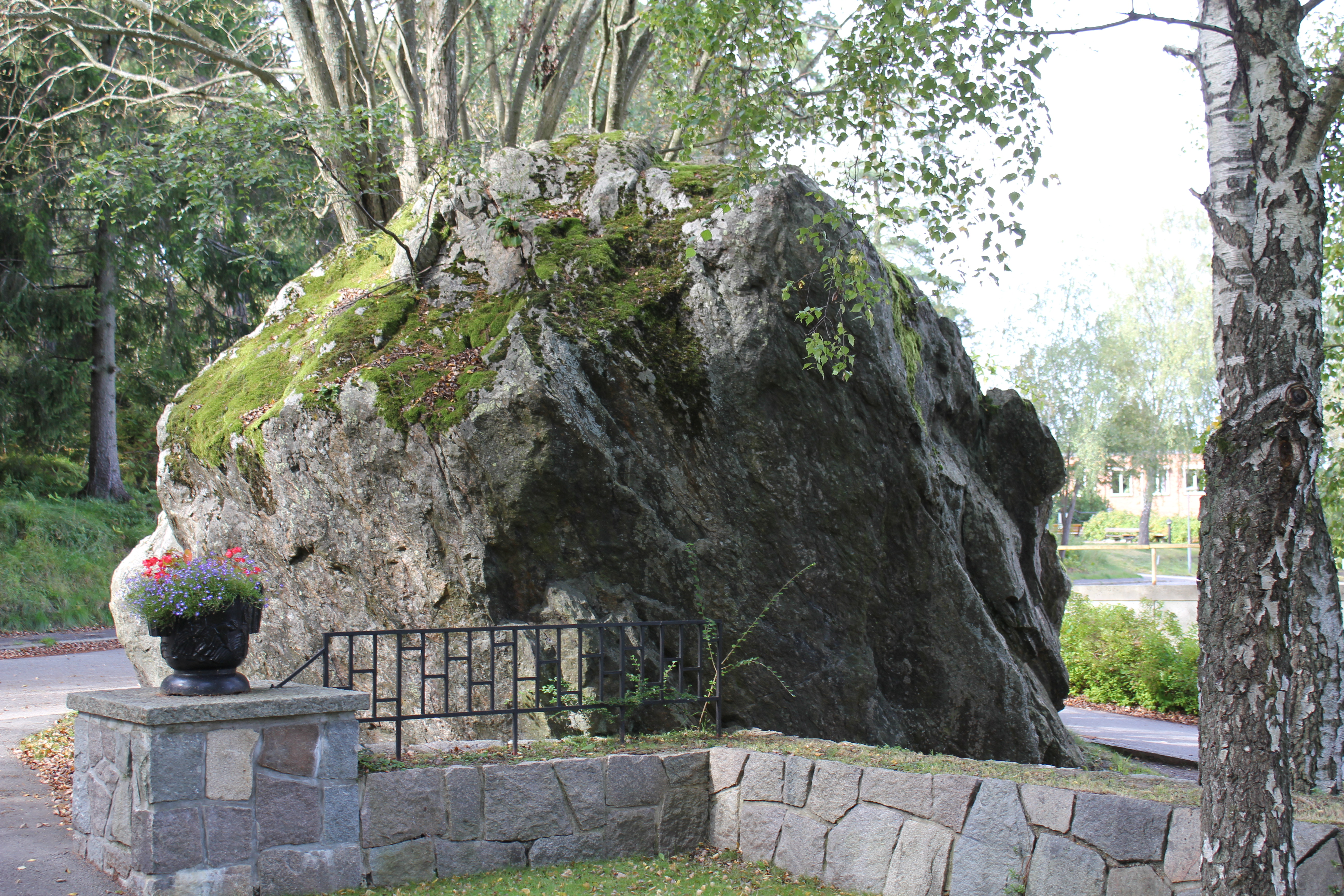
Biskopsstenen

## Exempel från andra länder

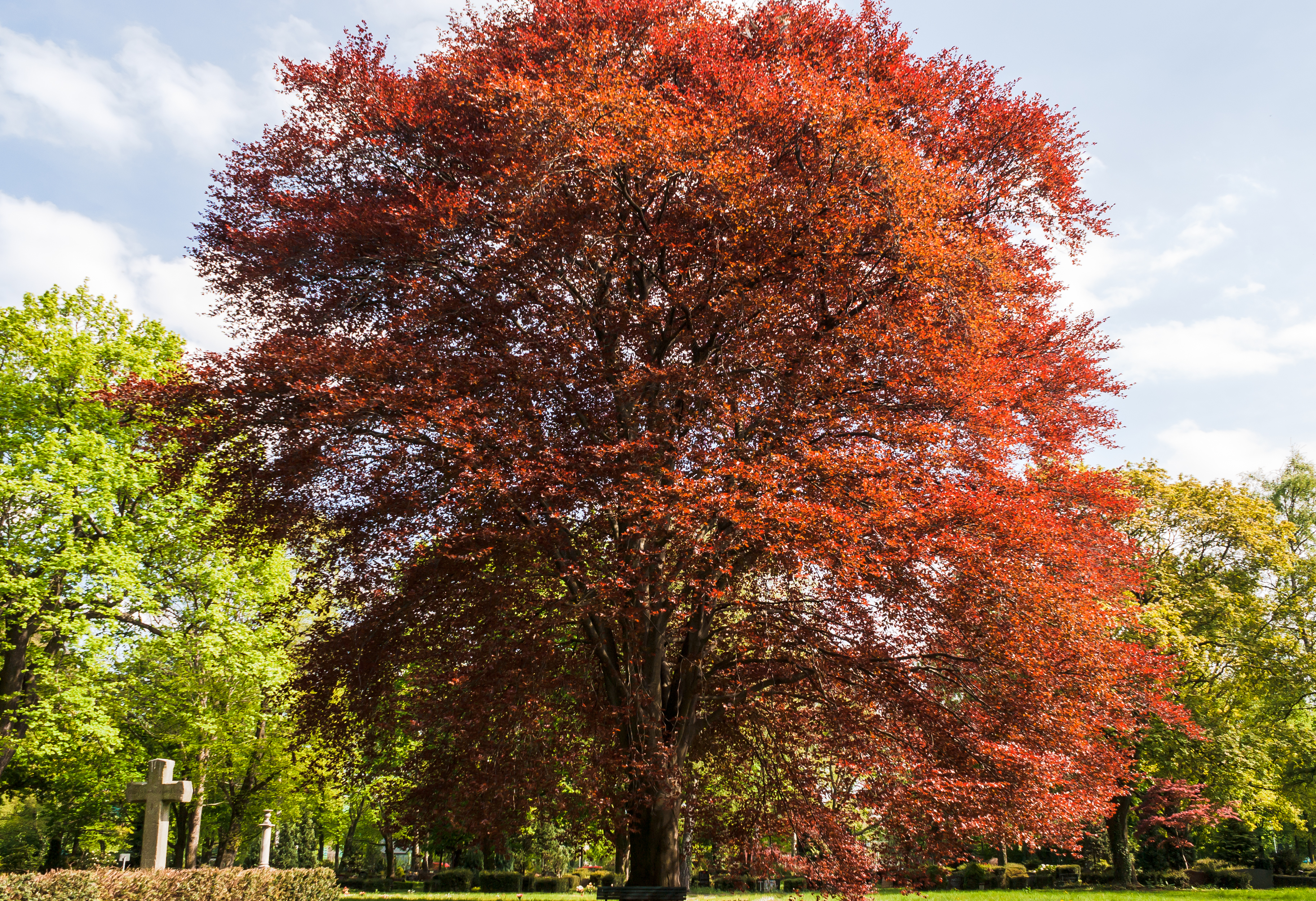
Blodboken på Sankt Johannis kyrkogården, Berlin
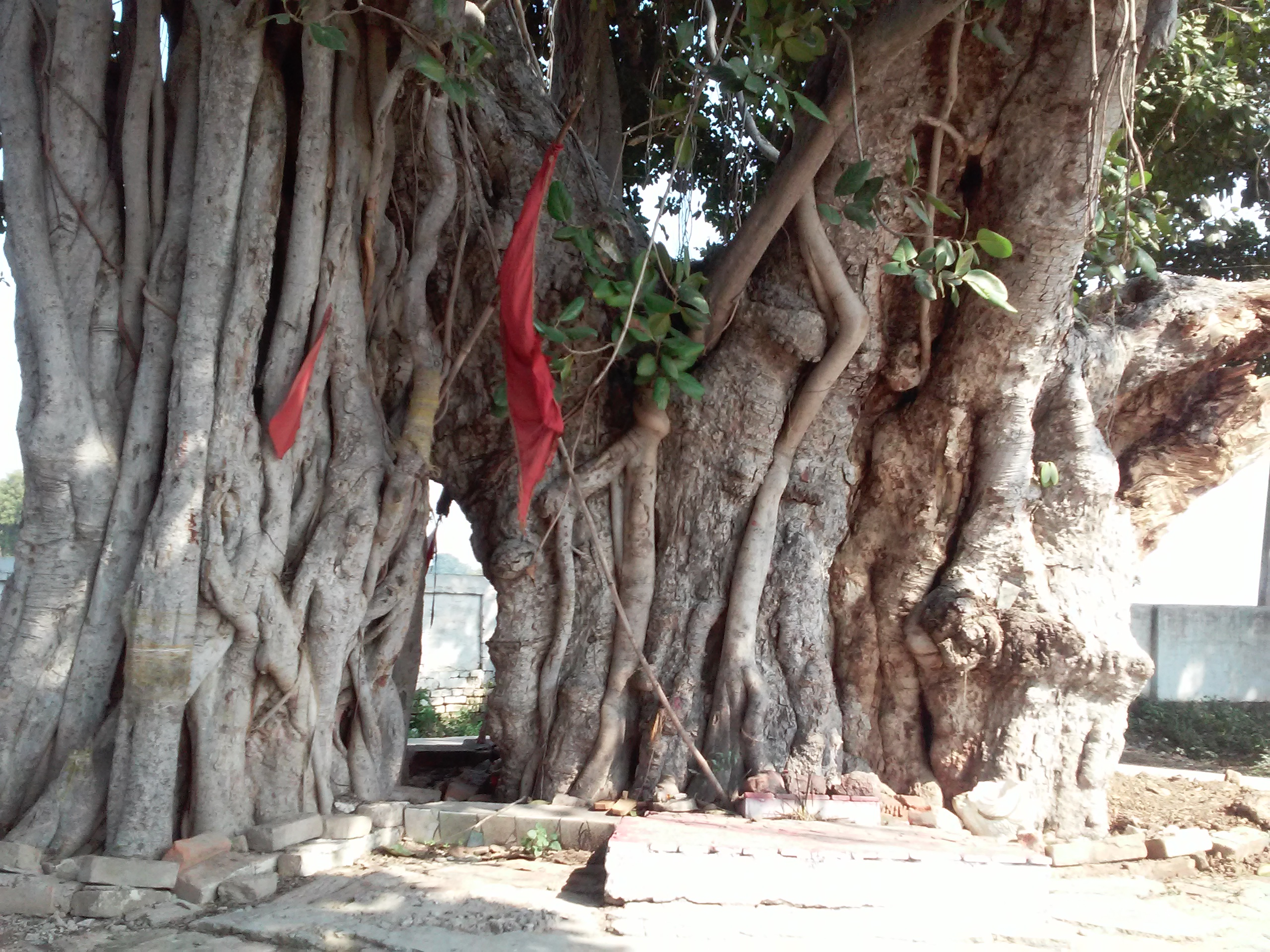
"Banyan Tree", Indien
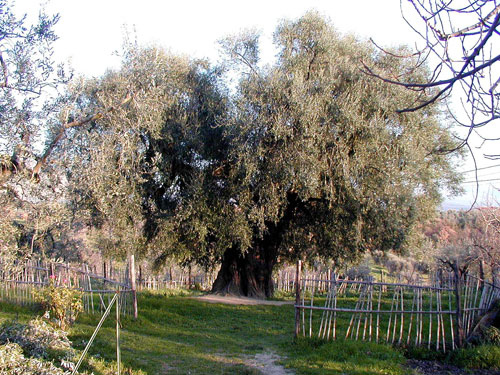
Olivträd i Canneto Sabino, Italien
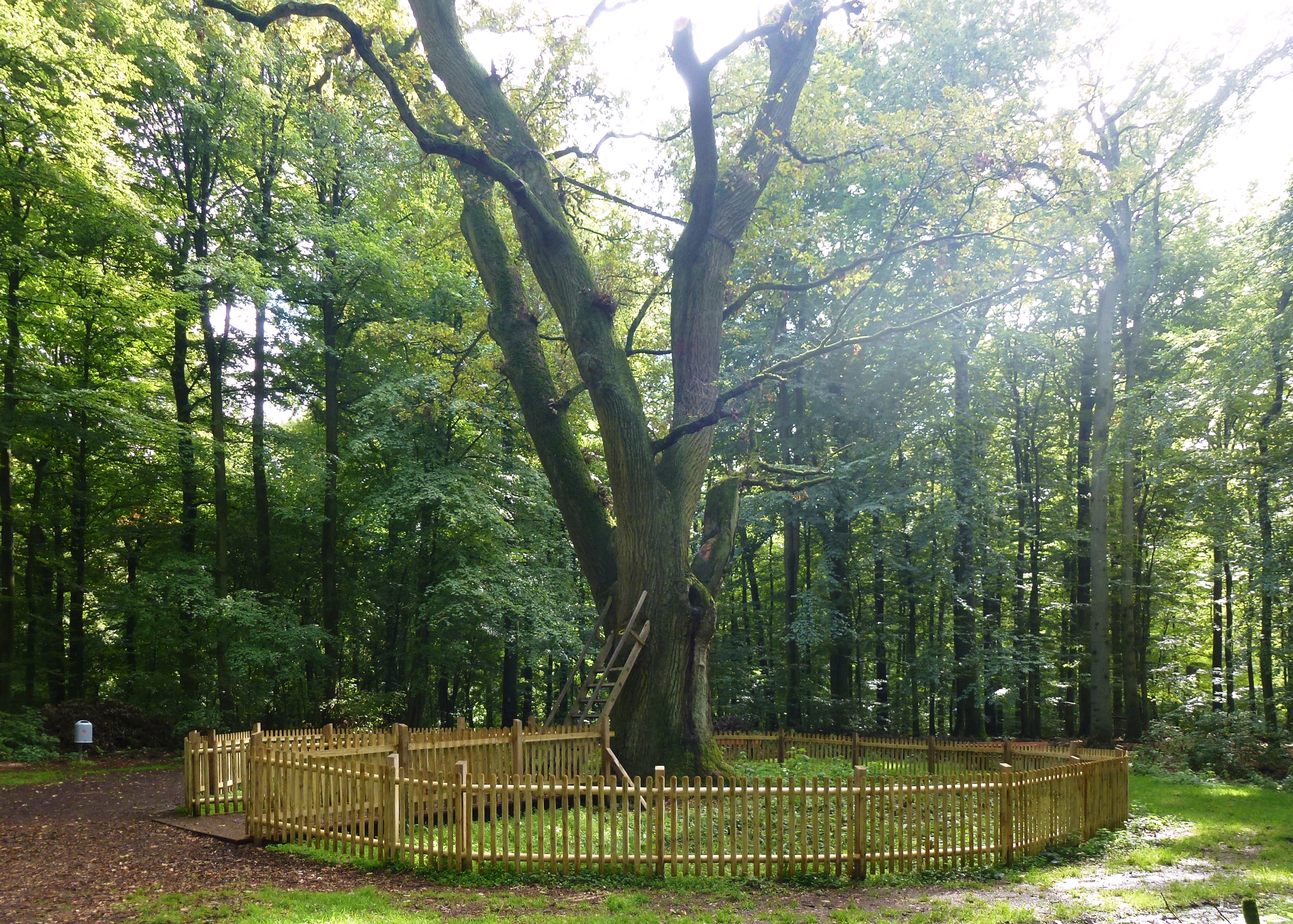
Brudgumseken vid Eutin i Schleswig-Holstein
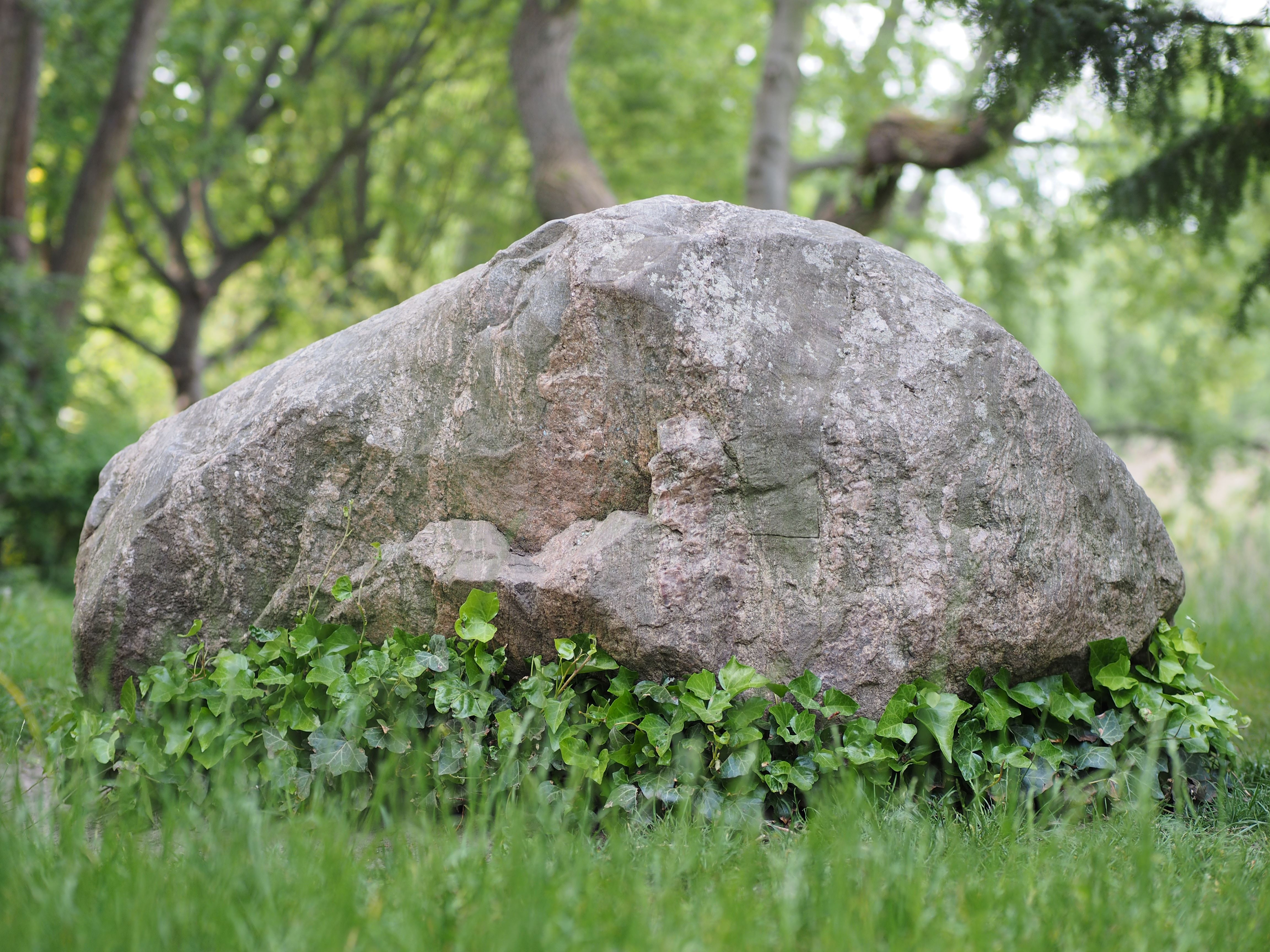
Findling i  Alt-Lichtenrade, Berlin